# Muzeum Miniaturowej Sztuki Profesjonalnej Henryk Jan Dominiak en Tychy

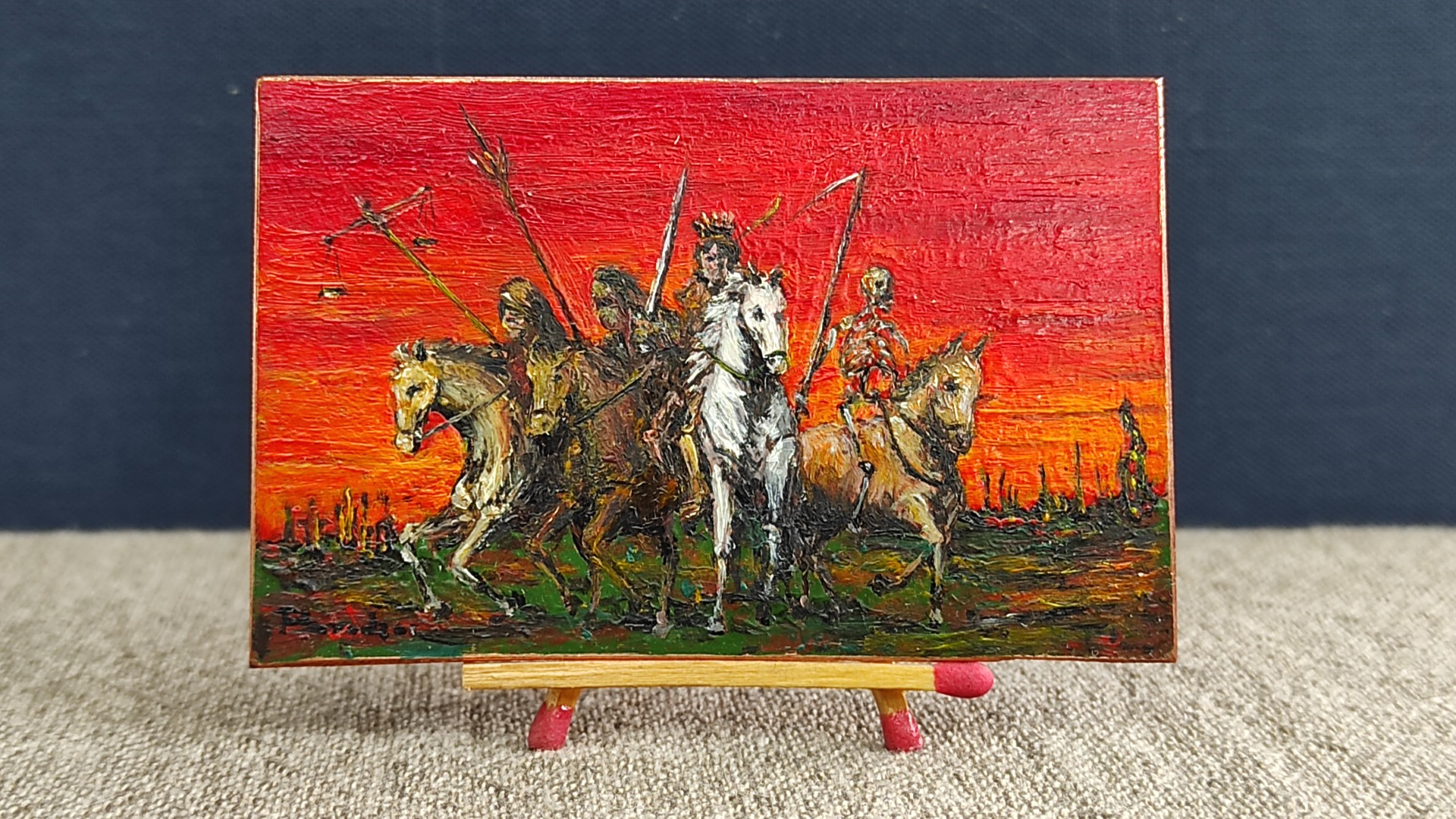
El arte de la pintura miniatura, Cuatro Jinetes del Apocalipsis, de izquierda a derecha respecto a un observador, representan y son alegorías de el "hambre", la "guerra", la "pestilencia" y la "muerte", por Paweł Brodzisz (2025). Pintura alquídica y pintura al óleo sobre plancha de cobre como soporte para una pintura; actualmente en exhibición en el museo; 50 × 77 mm.

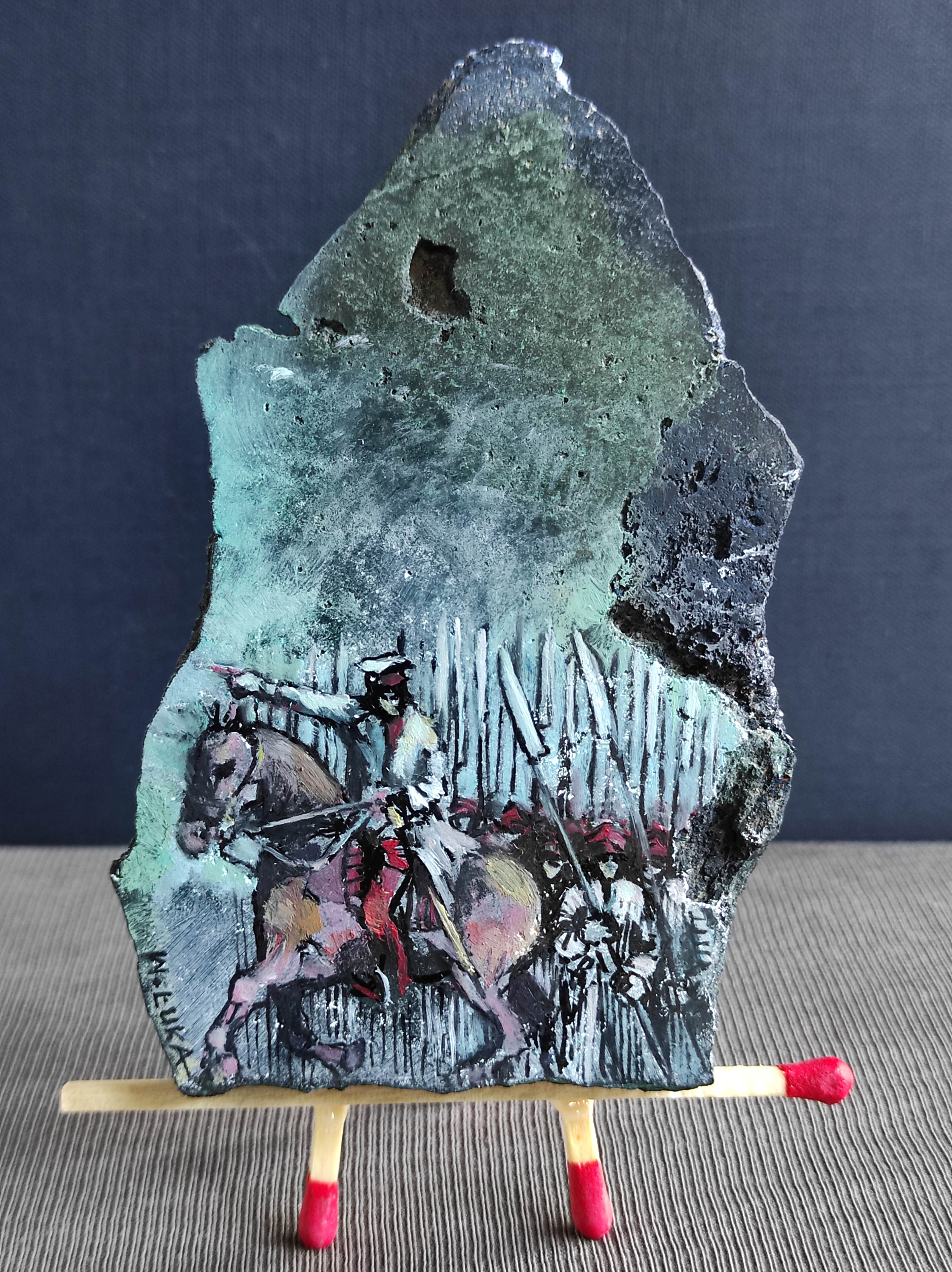
La batalla de Racławice, por Wojciech Łuka (2023). Óleo sobre malaquita y lapislázuli, actualmente en exhibición en el museo, 132 × 77 mm.

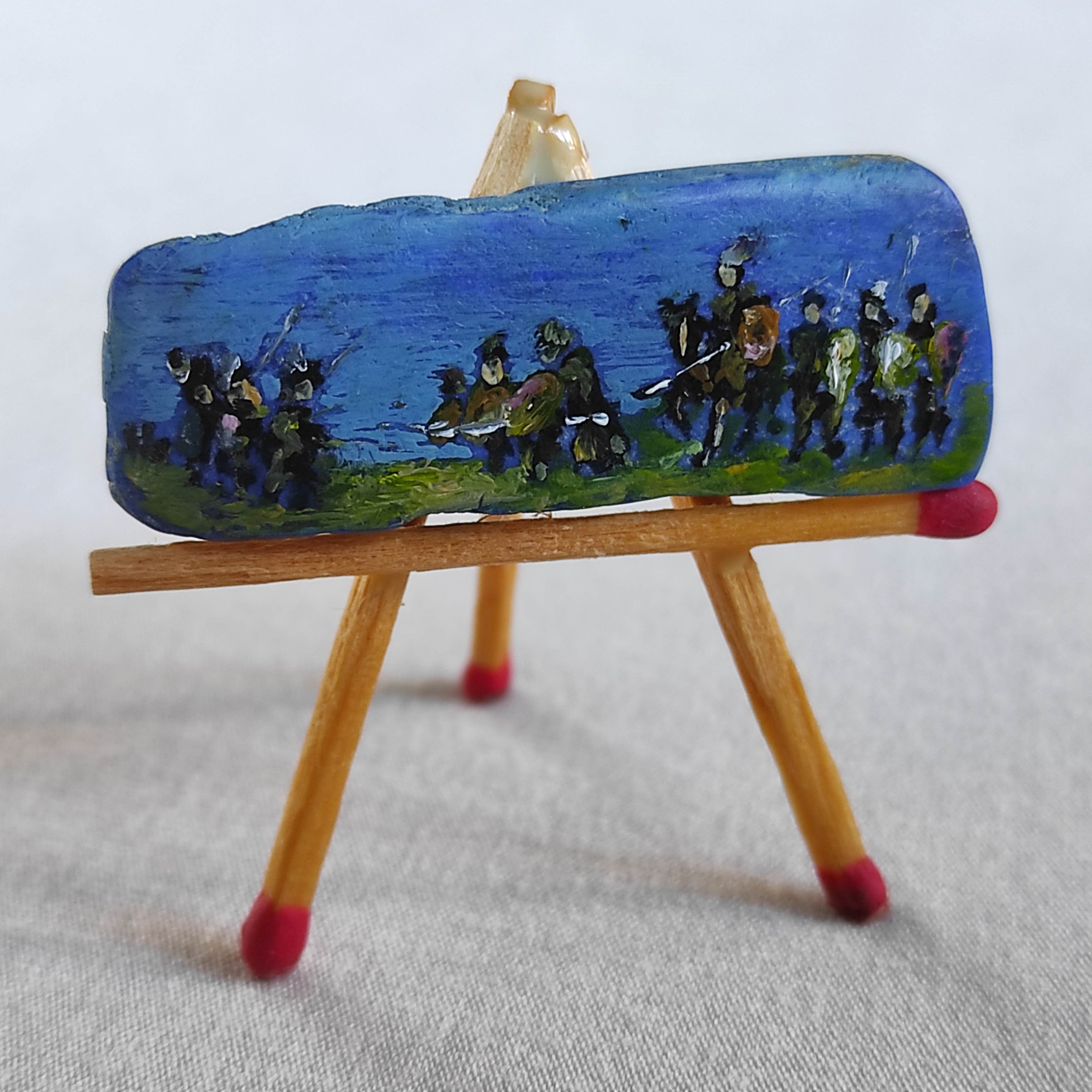
La batalla de Cedynia, por Paweł Brodzisz (2022). Óleo sobre lapislázuli, actualmente en exhibición en el museo, 15 × 42 mm.

El Muzeum Miniaturowej Sztuki Profesjonalnej Henryk Jan Dominiak w Tychach es un Museo polaco, Museo de arte contemporáneo y Museo de miniaturas ubicado en la ciudad de Tychy, Voivodato de Silesia que se localiza en Żwakowska 8/66.
El Museo se encuentra cerca de la iglesia de San Juan el Bautista, así como de la biblioteca de MBP la sucursal No. 11.
El Museo fue fundado por el pintor y escultora Henryk Jan Dominiak. Fue inaugurado el 16 de abril de 2013.
Es uno de los museos del país, con una trayectoria reconocida en la conservación, investigación y difusión del arte polaco, sueco, ucraniano, húngaro y brasileño. Su exposición permanente que engloba una colección de Arte de más de 354 objetos. El museo también conserva una colección de artefactos de más de 619 objetos extraídos de las vidas y culturas de las personas que han residido en la Tierra.